# Pedro Oromig

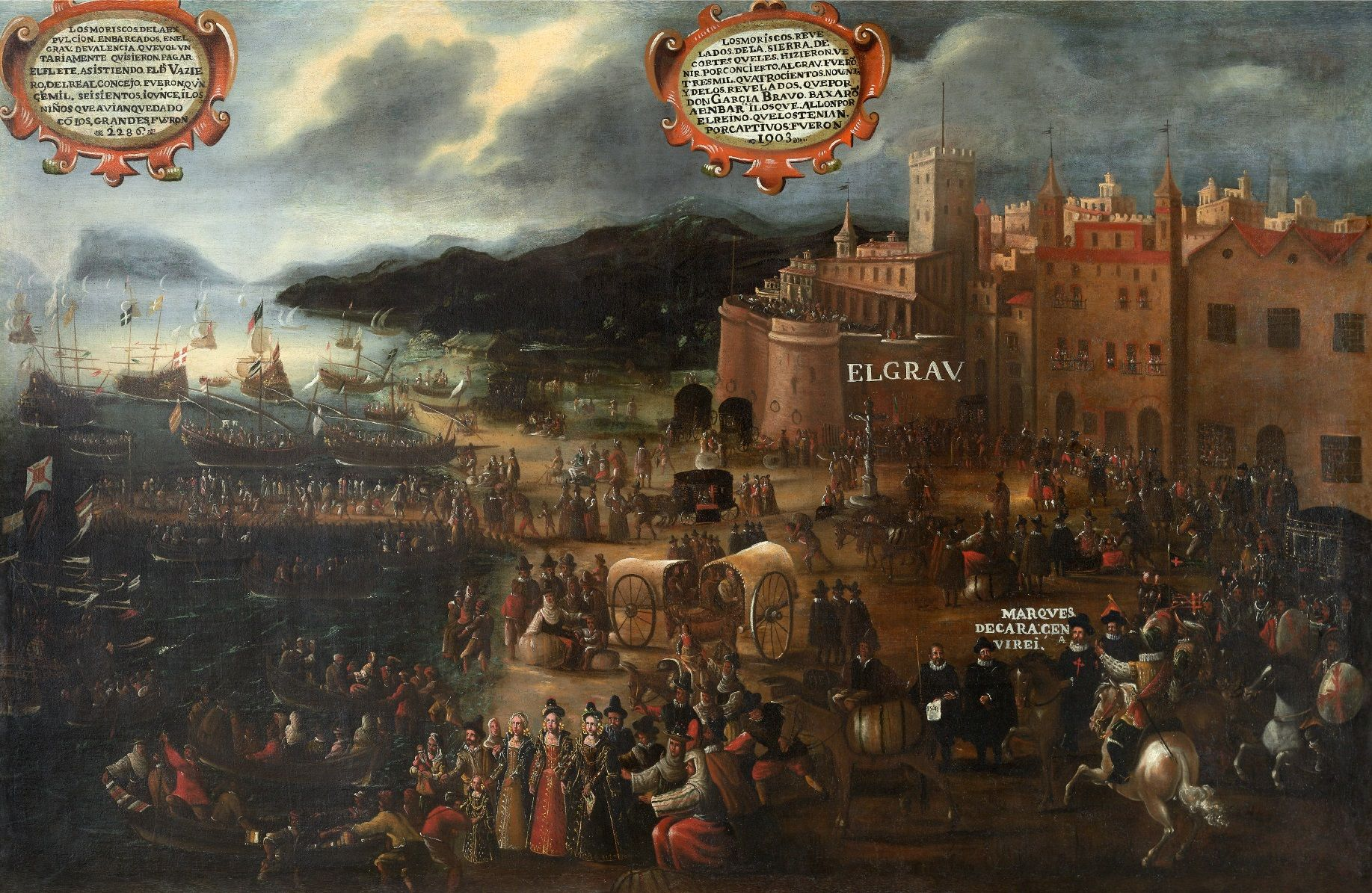
Embarco de los moriscos en el grao de Valencia, óleo sobre lienzo, 109 x 173 cm, Valencia, Colección Bancaja.

Pedro o Pere Oromig es el nombre de dos pintores españoles activos en Valencia en la primera mitad del siglo XVII. Uno de ellos falleció en Albarracín (Teruel) en 1627. Es presumiblemente este el autor de tres de los lienzos de la serie de la expulsión de los moriscos de la Fundación Bancaja, citado en la documentación referida a ese encargo como Pere Joan Oromig.
Son dos los pintores de este nombre activos en Valencia, posiblemente familiares. El mayor había fallecido en Albarracín el 21 de julio de 1627 cuando su hermano, el notario Domingo Oromig, como heredero y administrador de sus bienes, otorgó poder para la apertura del testamento en Teruel y aceptó la herencia a beneficio de inventario. Al segundo se le cita en el registro confesional de 1632 residiendo en casa de Jerónimo Jacinto de Espinosa, presumiblemente como aprendiz. Sin embargo, pocos años más tarde, en 1639, el mismo Oromig estaba en condiciones de firmar letras de cambio en favor de Espinosa, por lo que este se obligaba con Oromig y los suyos «a guardarle de cualquier daño» y devolverle la cantidad adeudada. Debía de tener una saneada situación económica además de hacer compatible el oficio de pintor, con el que es citado en los documentos, con el ejercicio de otras actividades económicas, pues hay noticias del cobro de letras de la feria de Medina del Campo y de la percepción de alquileres. Además la familia tenía capilla propia en la iglesia de San Juan del Hospital, en la que su esposa, Meregida Casades, hallándose enferma en 1647, año de la peste en Valencia, dispuso ser enterrada. Es posible que él muriese también en aquella ocasión, pues no se tienen más noticias suya después de esa fecha.
En lo que a la actividad artística de los Oromig se refiere, Pere Joan Oromig aparece como principal responsable de una serie de siete óleos dedicados a la expulsión de los moriscos de Valencia en 1609. La serie fue probablemente encargada por Rodrigo Calderón, que la tenía en su poder al caer en desagracia, en 1620, antes que por el propio rey Felipe III a quien iba destinada, y contó con la participación del virrey Luis Carrillo de Toledo como mediador y firmante de los pagos con cargo a la cuenta real.

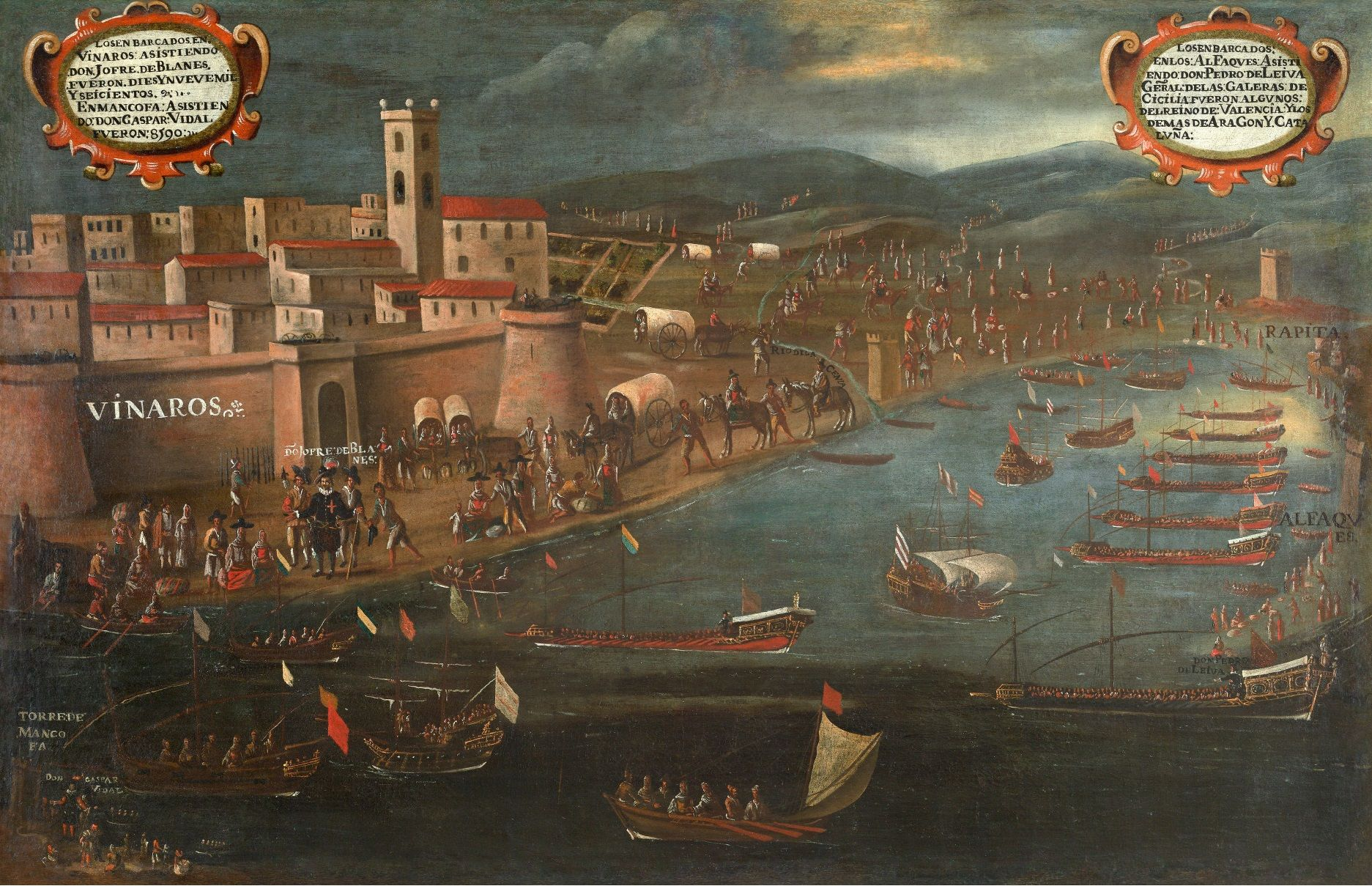
Embarque de los moriscos en el puerto de Vinaroz, 1612-1613. Óleo sobre lienzo, 109 x 173 cm, Valencia, Fundación Bancaja.

En ella trabajaron, con Oromig, Vicente Mestre, Jerónimo Espinosa y Francisco Peralta, llegando los pagos hasta 1614. Hay constancia del envío de los cuadros a Madrid en 1613 y de que se hizo al mismo tiempo una réplica, en lo que también intervino Calderón, que en 1612, a punto de partir hacia Flandes en misión especial, se dirigió al virrey marqués de Caracena urgiéndole la realización de la serie y que se le hiciese llegar a su nuevo destino, con intención, al parecer, de encargar la elaboración de una serie de tapices con el modelo de los cuadros. Tal como ha llegado a la actualidad, la serie está formada por siete lienzos, seis en propiedad de la Fundación Bancaja, adquiridos a los herederos de Elías Tormo, y uno —Embarque de los moriscos en el puerto de Alicante— en colección privada; de este último se ha conservado además la réplica, también en colección privada. Pere Oromig tomó a su cargo tres de los lienzos: los embarques en los puertos de Valencia, Vinaroz —del que hizo la réplica Francisco Peralta— y el citado del embarque en el puerto de Alicante; trabajó en ellos de finales de noviembre de 1612 hasta marzo de 1613, cuando se le liquidaron el total de 2654 reales castellanos que se le pagaron.
Cuando en 1619 se hizo inventario de sus bienes tenía entre los libros en su poder un ejemplar de la Expulsión de los moros, que será el poema épico La expulsión de los moros de España de Gaspar Aguilar, editado en 1610, obra que podría haberle servido como fuente iconográfica.
El 27 de septiembre de 1616, en la refundación del Colegio de Pintores de Valencia, Pere Oromig figuró con cargo de prohombre o consejero, función en la que continuaba el año siguiente. Un año después trabajaba en el monasterio cisterciense de Santa María de la Valldigna. Al mismo tiempo contrató la pintura de un retablo para la iglesia de Benifairó de la Valldigna, dependiente de la abadía, y se instaló con su mujer Vicenta Pérez en la casa señorial, para ejecutar el encargo. Por las declaraciones de sus oficiales y aprendices en el proceso criminal que se le abrió a continuación, pasaba los días triste y melancólico, al parecer atormentado por celos. Antonio Bisquert, uno de esos ayudantes, declaró que «el veia anar al dit Oromig melancolich y trist y per fer certes coses forçoses que li pesaven molt haver-les de fer y que no podia dexar de fer-les». La noche del 10 de junio de 1619, sin testigos presenciales, asesinó a su esposa y huyó disfrazado de monje. El justicia mayor del valle de Valldigna instruyó el proceso criminal, pero Oromig no pudo ser hallado. El 21 de agosto siguiente se dictó la sentencia, por la que fue condenado en rebeldía a morir en la horca, pena que debía serle aplicada en cuanto fuese detenido.
En 1625 Pedro —Petrus— Oromig contrató con Úrsula Francisca Domingo de Verdejo, viuda, la pintura y dorado del retablo de la capilla que dicha Úrsula tenía bajo la advocación de san Bartolomé en la parroquia de San Andrés de Valencia. En las tablas historiadas debía pintar, conforme al contrato, el martirio de san Bartolomé en el cuerpo central y de mayor tamaño, la Inmaculada Concepción en el ático y el martirio de santa Úrsula en la peana, con cuatro santos en los pilares. Firmó el acta notarial Vicente Oromig. El Martirio de san Bartolomé se conserva en la misma iglesia para la que fue pintado y revela la influencia del naturalismo de Ribalta.